# Роговский, Владимир Григорьевич
Владимир Григорьевич Роговский (укр. Володимир Григорович Роговський; 21 февраля 1954, Херсон — 10 марта 2022, там же) — советский, украинский футболист, нападающий. Мастер спорта СССР (1975).

## Карьера
Футболом начал заниматься в родном Херсоне. В составе детской команды «Чайка» стал победителем республиканского турнира на приз «Кожаный мяч». После удачного выступления на этом турнире поступил в киевский спортинтернат, где его тренером был В. О. Горбач. В 1971 году в составе сборной Украинской ССР стал победителем Всесоюзной спартакиады школьников.
После окончания учёбы вернулся домой, где его пригласили в команду второй лиги «Локомотив» (Херсон). Когда пришло время служить, ему довелось играть в армейских командах. Там двадцатилетнего нападающего приметил тренер-селекционер А. М. Дрозденко и пригласил в донецкий «Шахтёр». В горняцком клубе Владимир практически сразу смог завоевать место в основном составе, где на правом фланге атаки сменил ушедшего из команды Александра Васина. Высокая скорость и умение обыграть «один в один» позволили Роговскому заявить о себе как об одном из наиболее перспективных крайних нападающих. И хотя голов было не так много, но с его передач часто забивали партнёры — Виталий Старухин, Михаил Соколовский, Юрий Резник. За время выступлений в донецкой команде Роговский стал обладателем Кубка СССР (всего в этом турнире провёл 10 игр и забил 2 гола), дважды стал серебряным призёром чемпионата СССР, один раз бронзовым. В составе сборной Украины занял третье место на Спартакиаде народов СССР.
В еврокубках провёл 10 матчей, забил 2 гола. Его удар головой на 3-й минуте в матче на Кубок УЕФА между командами «Шахтёр» (Донецк) — «Динамо» (Берлин) 15 сентября 1976 года стал первым еврокубковым голом в истории донецкого клуба.
Провёл один матч в составе молодёжной сборной СССР (2 гола) и две игры в составе второй сборной СССР.
В 28-летнем возрасте завершил активную карьеру, вернувшись домой, в Херсон.

## После завершения карьеры
Возглавлял кафедру физического воспитания Херсонского экономико-правового института.

## Достижения
- Обладатель Кубка СССР: 1980
- Серебряный призёр чемпионата СССР (2): 1975, 1979
- Бронзовый призёр чемпионата СССР: 1978
- Бронзовый призёр Спартакиады народов СССР: 1979
- Обладатель приза журнала «Смена» — «Лучшему дебютанту сезона»: 1975
- В списках «33-х лучших» в СССР: (№ 3 — 1979)
- В списках «33-х лучших» в УССР: (№ 2 — 1977)